# Boecis
El Boecis (en occità: Lo Poema de Boecis) és un poema occità, escrit durant la primera meitat del segle xi en occità llemosí. És una de les primeres obres literàries conservades en occità, un dels primers documents en aquesta llengua, i un dels primers poemes en qualsevol llengua romànica.
El poema està inspirat en la Consolació de la filosofia (en llatí: De consolatio philosophiae) del poeta en llatí Boeci (ca. 475 - 525) i explica la vida d'aquest autor. En el text, tal com el tenim, hi ha tres parts diferenciades: un pròleg adreçat als homes joves i un resum de la vida de Boeci, la lamentació de Boeci a la presó, i la visita d'una noble dama a Boeci a la presó. Quant a la forma, està escrit en decasíl·labs assonants, amb cesura després de la quarta síl·laba. S'estructura en laisses de llargada variable.
Probablement, el text va ser escrit per un clergue de l'abadia de Sant Marçal de Llemotges. Actualment, només se'n conserva un manuscrit amb només els primers 258 versos a la biblioteca d'Orleans.